# Ctenophorus fionni
Ctenophorus fionni — вид ігуаноподібних ящірок родини агамових (Agamidae). Ендемік Австралії.

## Опис
Загальна довжина дорослих Ctenophorus fionni (враховуючи хвіст) становить 10—12 см. У самиць верхня частина тіла коричнева або рудувато-коричнева, поцяткована темними плямками. У самців голова коричнева, спина сіра, верхня частина тіла поцяткована білими, кремовими та охристими плямками. Забарвлення й візерунок різняться серед самців, що належать до різних ізольованих популяцій, при цьому представники кожної популяції мають унікальне поєднання забарвлення і візерунку.

## Поширення й екологія
Ctenophorus fionni мешкають на півострові Ейр у Південній Австралії, зокрема в горах Голер. Вони живуть у тріщинах серед скельних виступів. Ведуть денний спосіб життя. Живляться безхребетними. Відкладають яйця, в кладці 6 яєць.